# Marc Forné Molné

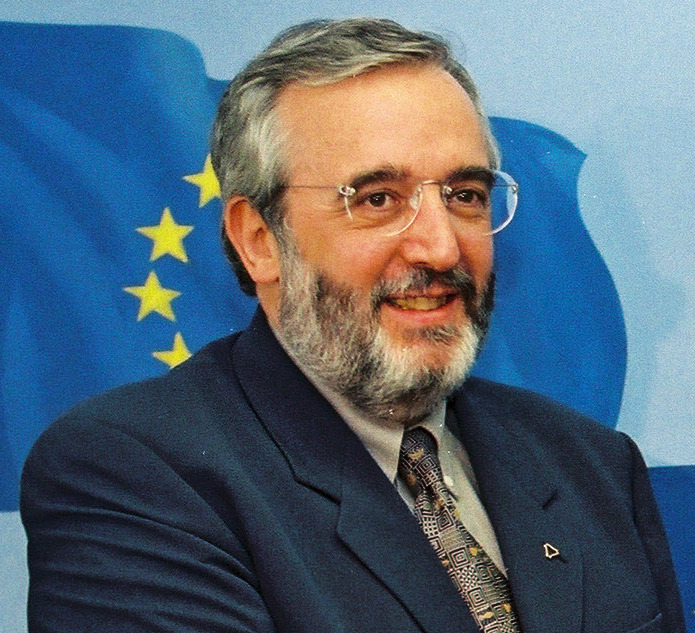
Marc Forné Molné, 2006

Marc Forné i Molné (* 30. Dezember 1946) ist ein andorranischer Politiker und war vom 7. Dezember 1994 bis zum 27. Mai 2005 Regierungschef des Zwergstaates. Er ist Gründer und Vorsitzender der Liberalen Partei (Partit Liberal d’Andorra) und von Beruf Rechtsanwalt.
Seine politischen Ziele waren es, die niedrigen Steuern beizuhalten und den Etatismus nicht in die Politik einfließen zu lassen. 2005 wurde er mit dem Großkreuz des Ordens de Isabel la Católica ausgezeichnet.
2005 wurde Albert Pintat Santolària sein Nachfolger als Regierungschef.
| Personendaten    | Personendaten                                                            |
| ---------------- | ------------------------------------------------------------------------ |
| NAME             | Forné Molné, Marc                                                        |
| ALTERNATIVNAMEN  | Forné i Molné, Marc (vollständiger Name)                                 |
| KURZBESCHREIBUNG | andorranischer Politiker, Regierungschef von Andorra (1994–2005), Jurist |
| GEBURTSDATUM     | 30. Dezember 1946                                                        |